# Gillian King
Gillian King trabalhou para o ensino e pesquisas da paleontologia, como assistente de curador no Zoological Collections no Museu de História Natural da Universidade de Oxford e foi um companheiro e Mestre no Colégio St Hilda's em Oxford. Ele passou 15 anos em Oxford e cinco anos no Museu Sul-africano na Cidade do Cabo, onde se especializou em dicinodontes. Também é graduado em Oxford e tem uma qualificação em treinamento e desenvolvimento.
Ele se mudou para Cambridge e atualmente é um administrador na Universidade de Cambridge e membro do Colégio Newnham.